# Maretto
Maretto est une commune italienne de la province d'Asti, dans la région Piémont.

## Administration
| Période                                  | Période | Identité      | Étiquette    | Qualité |
| ---------------------------------------- | ------- | ------------- | ------------ | ------- |
| 2009                                     | 2014    | Felice Riccio | Lista civica | Maire   |
| 2014                                     |         | Felice Riccio | Lista civica | Maire   |
| Les données manquantes sont à compléter. |         |               |              |         |

### Communes limitrophes
Cortandone, Cortazzone, Monale, Roatto, Villafranca d'Asti